# Sangiovese di Romagna superiore
Il Sangiovese di Romagna superiore è un vino DOC la cui produzione è consentita nelle province di Bologna, Forlì, Ravenna e Rimini; per ottenere la menzione di "Superiore" deve essere prodotto con uve provenienti da una zona di produzione più ristretta e con una gradazione minima di 12°.

## Caratteristiche organolettiche
- colore: rosso rubino talora con orli violacei.
- odore: vinoso con profumo delicato che ricorda la viola.
- sapore: secco, armonico, talvolta anche un po' tannico, con retrogusto amarognolo.

## Abbinamenti consigliati
carni,  salumi,  formaggi.

## Produzione
Provincia, stagione, volume in ettolitri
- Bologna  (1990/91)  955,0
- Bologna  (1991/92)  677,0
- Bologna  (1992/93)  594,1
- Bologna  (1993/94)  688,54
- Bologna  (1996/97)  1464,45
- Forlì  (1990/91)  47563,62
- Forlì  (1991/92)  46356,05
- Forlì  (1992/93)  28767,93
- Forlì  (1993/94)  53125,97
- Forlì  (1995/96)  26315,3
- Forlì  (1996/97)  38406,75
- Ravenna  (1990/91)  4484,77
- Ravenna  (1991/92)  2955,64
- Ravenna  (1992/93)  1860,8
- Ravenna  (1993/94)  2996,27
- Ravenna  (1994/95)  2155,13
- Ravenna  (1995/96)  6192,65
- Ravenna  (1996/97)  3885,21
- Rimini  (1996/97)  15673,61